# Ferapontov manastir
Ferapontov manastir (ruski: Ферапонтов монастырь) u Vologodskoj oblasti je jedan od najčišćih primjera srednjovjekovne ruske umjetnosti, zbog čega je 2000. godine upisan na UNESCO-ov popis mjesta svjetske baštine u Europi.
Osnovao ga je Sveti Ferapont 1389. godine na nagostoljubivom dijelu sjeverne Rusije, istočno od manastira Kirillo-Belozersky. Ovaj manastir je proslavio učenik Svetog Kirilla, Sveti Martinian, koji je 1447. godine postao opat upravitelj Trojice-Sergijeve lavre. I nakon njegove smrti, Martinijanov izvorni manastir je ostao pod zaštitom Ivana III. i njegove obitelji.
Tijekom 1530-ih dodana je riznica, refektorij i jedinstvena Crkva Blagovijesti s visokim zvonikom. U to vrijeme manastir je uživao pokroviteljstvo Ivana Groznog i posjedovao je nekih 60-tinjak sela u svojoj okolici. Sam Car je nekoliko puta posjetio manastir kao hodočasnik.
U Vremenima pomutnje (Смутное время), između dvaju ruskih dinastija (1598. – 1613.), manastir su opustošili Poljaci. Polovicom 17. stoljeća je obnovljen kada su podignute njegove najnovije građevine: Crkva sv. Martinijana s krovom u obliku šatora (1641.), dvošatorska barbikanska crkva (1650.) i zvonik na ulazu (1680.). Sat toranj iz 1638. godine se smatra najstarijim u Rusiji.
S vremenom je manastir gubio na popularnosti i postao je mjestom izgnanstva mnogih protjeranih svećenika, poput Patrijarha Nikona od 1658. – 81. godine. Pavao, ruski car ga je ukinuo 1798. godine, da bi se obnovio 1904. godine kao konvikt, da bi ga boljševici ponovno zatvorili 1924., te sovjetske vlasti pretvorile u muzej 1975. godine. Od 1991. godine on je dijelom Nacionalnog parka "Ruski sjever".

## Odlike
Najstarija građevina u manastiru je Katedrala Gospina Porođenja iz 1490. godine koju su izgradili majstori iz Rostova. Od triju katedrala koje su podignute tih godina u sjevernoj Rusiji, ova je najbolje sačuvana. Ona je trobrodna crkva nadsvođena kupolom s visokim tamburom izvana ukrašenim vitkim pilastrima. Gornji dio pročelja je ukrašen redovima balustrada i keramičkih pločica s cvjetnim ornamentima, dok se na donjem dijelu nalaze fantastične maske i ornamentalni ukrasi po uzoru na reljefe iz crkava u Vladimiru. Iznutra je podijeljena s dva reda stupova, a središnji brod ima bačvasti svod. Cijela njezina unutrašnjost je oslikana iznimno vrijednim freskama velikog srednjovjekovnog slikara Dionizija. Freske su podijeljene u paralelne nizove različitih veličina i između ostalog prikazuju arhitekturu koja odzvanja arhitekturu same građevine. Izvana je također oslikan zapadni zid i donji dio južnog zida, odmah iznad grobnice sv. Martinijana.
Crkva Blagovijesti (1530. – 31.) i refektorij, podignuti u čast rođenja Ivana IV., su najraniji primjeri ruskih crkava sa središnjim zvonikom. Dvokatna riznica je također najstarija ruska svjetovna građevina od opeke. U njoj su se čuvali manastirski dokumenti i druga blaga.
Crkva sv. Martinijana (1641.), izgrađena iznad groba sveca uz južni zid katedrale, je tipična ruska crkva 17. stoljeća. Njen tlocrt je jednostavan kvadrat s osmerokutnim krovom u obliku šatora i vitkim tamburom. S njegovg vrha svjetlost pada ravno na grob sveca unutra.
Male portalne crkve, Prosvijetljenja i Sv. Feraponta (1650.) su izgrađene oko dvostrukih manastirskih vrata i imaju neobičan oblik. Njihovi tornjevi uokviruju vrata i naslanjaju se više na vrata nego na same crkve. Zvonik iz 1680-ih okrunjava građevinu povezujući refektorij i katedralu, a u njemu se nalazi 17 zvona i satni mehanizam iz 1638. godine; najstariji u Rusiji.
- Pročelje manastira
- Crkva sv. Martinijana i Katedrala ispred Crkve Blagovijesti
- Katedrala Gospina Porođenja
- Monaška ćelija u Muzeju manastira
- Odar Svetog Martinijana Belozerskog

## Vanjske poveznice
- Sve freske Ferapontovog manastira
- Službena stranica